# Pethő Zsolt
Pethő Zsolt (Budapest, 1937. július 6. – Budapest, 2016. július 10.) Balázs Béla-díjas magyar zeneszerző.

## Életpályája
1952–1960 között a Bartók Béla Zeneművészeti Szakközépiskola és Gimnáziumban tanult karvezetést és zeneszerzést. 1960–1962 között a Magyar Rádió zenei munkatársa volt. 1961 óta több száz filmhez és bábjátékokhoz ír dalokat, kórusműveket és zenedarabokat is. 1962–1996 között a Pannónia Filmstúdió zenei referense volt. Sok más mellett Dargay Attila, Foky Ottó, Nepp József, Jankovics Marcell, Vajda Béla, Gémes József, Ternovszky Béla animációs filmjeinek zeneszerzője volt.
Írt kórusműveket, táncdalokat, zongoradarabokat is.

## Filmjei
- Gusztáv, a társaslény (1965)
- Indiában (1966)
- Micimackó és a méhecskék fája (1966) zenei rendező, 1988
- Gusztáv nem vesz autót (1966)
- Gusztáv és a hálátlan varjú (1966)
- Gusztáv babonás (1966)
- Gusztáv életre nevel (1968)
- Micimackó és a viharos napja (1968) zenei rendező, 1988
- A mozi (1969)
- Frakk, a macskák réme I-IV. (1971-1985)
- Hajrá, mozdony! (1972)
- Mirr-Murr kandúr kalandjai I-IV. (1972-1975)
- Pázmán lovag (1973)
- Jócselekedetek (1974)
- Micimackó és a tigris (1974) zenei rendező, 1988
- Vízipók-csodapók I-III. (1974-1985)
- Babfilm (1975)
- A legkisebb ugrifüles II. (1976)
- Gusztáv az ABC-ben (1976)
- Lúdas Matyi (1976) zenei rendező
- Varjúdombi mesék (1977)
- Visszajelzés (1977)
- Micimackó kalandjai (1977) zenei rendező, 1997
- Pom Pom meséi I-II. (1978-1981)
- Vakáción a Mézga család (1978) zenei rendező
- A nagy ho-ho-horgász I-II. (1982-1988)
- Misi Mókus kalandjai (film) (1982; báb-játékfilm)
- Vízipók-csodapók (film) (1982; rajz-játékfilm)
- La Desodora (1983)
- Szaffi (1984) zenei rendező
- Kíváncsi Fáncsi I-II. (1984-1989)
- S. kapitány (1985)
- Vackor az első bében (1985)
- Ico, a bátor lovacska (1986)
- Éljen Szervác! (1986)
- Csicsóka és a Moszkitók (1988)
- Az erdő kapitánya (1988)
- Vili, a veréb (1989)
- Parasztbecsület (1989)
- Zenés TV színház (1989)
- A préri pacsirtája (1991)
- Egérút (1999)
- Vízipók-csodapók: A téli álom (2000)

## Díjai
- Pannónia-díj (1991)
- Magyar Köztársasági Ezüst Érdemkereszt (2005)
- Balázs Béla-díj (2013)